# Bru (Stavanger)
Bru ist eine zu Stavanger gehörende Insel am nördlichen Ende des Byfjords in der norwegischen Provinz Rogaland.

## Geographie
Die Insel liegt auf der Ostseite des Byfjords und umfasst eine Fläche von etwa 3 km². Nordöstlich, getrennt durch den Soknasundet, liegt die Insel Sokn, östlich Åmøy und Line. Darüber hinaus sind ihr mehrere kleine Schären wie Bruholmen im Westen und Hånesholmen im Süden vorgelagert. Bru erstreckt sich von Westen nach Osten über etwa 2,7 Kilometer, bei einer Breite von bis zu 2 Kilometern. Höchste Erhebung ist der Brufjellet mit 90,8 Metern.
Insbesondere auf der Ostseite ist Bru besiedelt, dort liegt auch der gleichnamige Hauptort der Insel. Der als Tettstad geführte Ort Bru umfasst auch die Nachbarinsel Sokn und hat 265 Einwohner (Stand 2021). In Bru befindet sich ein Kindergarten. Während der östliche Teil der Insel über fruchtbare Böden verfügt, ist der westliche Teil mit dem Brufjellet felsig. Gemeinsam mit den benachbarten Inseln Brimse, Fjøløy, Klosterøy, Mosterøy, Rennesøy, Sokn und Åmøy zählt Bru zu den sogenannten grünen Inseln.
Unterirdisch wird die Insel vom Tunnel Byfjordtunnel durchquert, der das südlich, auf der anderen Seite des Byfjords, gelegene Randaberg mit Sokn verbindet. Einen direkten Zugang auf Bru zum Tunnel gibt es nicht. Es besteht jedoch an der Ostseite eine Brücke von Sokn.

## Geschichte
Der Name der Insel geht auf das nordische brún zurück, das so viel wie Kante bedeutet und auf das steile Abfallen der Insel im Westen anspielt. Bru gehörte bis 2020 zur Gemeinde Rennesøy, die dann nach Stavanger eingemeindet wurde.

## Sehenswürdigkeiten
Auf Bru befindet sich eine Vielzahl von Grabhügeln sowie die Reste einer steinernen Kirche. 2008, Stavanger war Kulturhauptstadt Europas, wurde ein drei Kilometer im Norden über die Insel führender Kulturpfad eröffnet. Am Rande des Wegs wurden 15 Kunstwerke platziert. Der am Hof Kulturbruk 44/4 beginnende und bei Bruhåve endende Weg führt darüber hinaus auch an Kulturdenkmälern, alten Siedlungen und Grabhügeln vorbei.